# Bundesstraße 66n
Die Bundesstraße 66n (Abkürzung: B 66n) ist ein 5,3 km langer Neubau-Abschnitt der B 66 südlich von Lemgo. Die Strecke, in deren Verlauf sich auch 11 Brückenbauwerke befinden, wurde von November 2001 an gebaut und am 15. Mai 2004 dem Verkehr übergeben. Die Baukosten betrugen insgesamt 17,7 Millionen Euro. 2015 erteilte die Bezirksregierung Detmold den Planfeststellungsbeschluss zum Neubau der Bundesstraße zwischen Bielefeld und Leopoldshöhe-Asemissen.

## Verlauf
Diese Bundesstraße zweigt von der B 238 ab und mündet nach 5,3 Kilometern in die Ostwestfalenstraße (L 712), die dann ab Blomberg als B 252 nach Warburg führt.
Im September 2023 wurde die Ortsumgehung Barntrup als B 66n für den Verkehr freigegeben. Dort schließt sie an die B 1 an.

### Im Bau befindliche Abschnitte
Der Abschnitt zwischen Bielefeld und Leopoldshöhe-Asemissen befindet sich im Bau, die Fertigstellung war für 2023 geplant und soll nun im Jahr 2025 erfolgen.

### Weitere Planungen
Der Bau der Strecke durch den Osten von Bielefeld, der im Referentenentwurf des Bundesverkehrswegeplans 2030 noch im vordringlichen Bedarf eingestuft war, wurde im Juli 2016 zurückgestuft und wird nur noch als weiterer Bedarf eingeordnet.

## Gebietskörperschaften
- Nordrhein-Westfalen
  - Kreis Lippe
    - Lemgo